# Spongionella retiara
Spongionella retiara är en svampdjursart som först beskrevs av Arthur Dendy 1916.  Spongionella retiara ingår i släktet Spongionella och familjen Dictyodendrillidae. Inga underarter finns listade i Catalogue of Life.